# Ivan den förskräcklige byter yrke
Ivan den förskräcklige byter yrke (ryska: Иван Васильевич меняет профессию: Ivan Vasiljevitj menjajet professiju) är  en sovjetisk komedifilm regisserad av Leonid Gajdaj. 

## Handling
Uppfinnaren Sjurik bygger en tidsmaskin i sin lägenhet. När han försöker sätta igång den vållar han ett strömavbrott i huset. Under experimentet hamnar inbrottstjuven George Miloslavskij, som höll på att bryta sig in hos grannen, i Sjuriks lägenhet. Senare kommer den förargade vicevärden Bunsja. För att bevisa att hans uppfinning är väldigt viktig för vetenskapen sätter Sjurik igång sin tidsmaskin igen och bildar en portal till Ivan den förskräckliges tronsal. Förvecklingar och kaos följer. En streltsersoldat skadar tidsmaskinen varvid Bunsja och George Miloslavskij fastnar i det förflutna medan tsar Ivan får stanna kvar hos Sjurik i 1900-talets Moskva.

## Rollista
- Aleksandr Demjanenko – Sjurik
- Leonid Kuravlev – George Miloslavskij
- Savelij Kramarov – skrivaren Feofan
- Jurij Jakovlev – Ivan Vasiljevitj Bunsja och Ivan den förskräcklige
- Natalja Seleznjova – Zina
- Natalja Kratjkovskaja – Uljana Andreevna Bunsja
- Vladimir Etusj – tandläkaren Sjpak
- Michail Pugovkin – filmregissören Jakin
- Sergej Filippov – svensk ambassadör